# Nicolás Rossi (calciatore 2002)
Nicolás David Rossi Marachlian (Montevideo, 21 marzo 2002) è un calciatore uruguaiano, centrocampista del Bellinzona.

## Biografia
Ha origini italiane e armene. È il fratello di Diego Rossi, anch'egli calciatore professionista, di ruolo attaccante.

## Carriera

### Club
Cresciuto nel vivaio del Peñarol, esordisce in prima squadra il 25 novembre 2021 in campionato contro il Progreso. Il 27 luglio 2022 realizza la sua prima rete con la maglia dei carboneros in occasione della partita di campionato vinta per 2-0 contro il Rentistas. Il 17 agosto 2023 passa in prestito al Danubio.

### Nazionale
Viene convocato dalla nazionale Under-19 dell'Armenia.

## Palmarès

### Club

#### Competizioni nazionali
- Campionato uruguaiano: 2

Peñarol: 2021, 2024
- Supercopa Uruguaya: 1

Peñarol: 2022

#### Competizioni giovanili
- Coppa Libertadores Under-20: 1

Peñarol: 2022